# ييغور إيفانوف
ييغور إيفانوف (بالروسية: Егор Олегович Иванов)‏ هو لاعب كرة قدم روسي في مركز الوسط، ولد في 19 يونيو 1992 في أومسك في روسيا. لعب مع نادي سيسكا موسكو.